# Oliver Lines
Oliver Lines (ur. 16 czerwca 1995 w Seacroft) – angielski zawodowy snookerzysta, który trenuje w Northern Snooker Centre w Leeds. Jest synem byłego zawodowego snookerzysty Petera Linesa. 

## Kariera

### Amatorska
W wieku 14 lat Lines zmienił dyscyplinę sportu z piłki nożnej na snookera. W 2011 wziął udział w zawodach Players Tour Championship, ale w sezonie 2011/2012 nie odniósł większego sukcesu. W sezonie 2012/2013 nastąpiła znacząca poprawa i godne uwagi zwycięstwo 4–3 nad Joe Perrym w 2012 UKPTC 3 W maju 2013 po raz pierwszy wziął udział w zawodach Q School, licząc na zakwalifikowanie się do Main Touru, jednak nie udało mu się to pomimo odnoszenia czterech zwycięstw w trzech turniejach Mimo że Lines nie zakwalifikował się do głównego turnieju, jego występy w Q School pozwoliły mu zdobyć awans do rundy kwalifikacyjnej Australian Goldfields Open 2013, jego pierwszego turnieju rankingowego dla seniorów. Wygrał w pierwszej rundzie, pokonując kolegę z Leeds, Davida Grace’a, 5–4, ale w drugiej rundzie przegrał 5–4 z Chińczykiem Zhangiem Andą. Przez resztę sezonu Lines kontynuował udział w zawodach PTC i amatorskich, a jego najbardziej znaczącym wynikiem było zwycięstwo 4–2 nad zawodowcem Scottem Donaldsonem w Ruhr Open 2013.

### Zawodowa
W 2014 roku Lines zdobył miejsce w zawodowym World Snooker Tour na sezony 2014/2015 i 2015/2016 po pokonaniu Josha Boileau 6–1 w finale Mistrzostw Europy U-21.

#### 2014/2015
Jego pierwszy mecz jako profesjonalisty zakończył się sukcesem – pokonał Dave’a Harolda 5–4 w eliminacjach Wuxi Classic, ale przegrał 5–1 z amatorem Oliverem Brownem na etapie finałowym. Dotarł do 1/16 finału pierwszego azjatyckiego turnieju PTC sezonu – Yixing Open, jednak nie udało mu się zakwalifikować do Australian Goldfields Open i Shanghai Masters. W kwalifikacjach do International Championship Lines pokonał mistrza świata i numer jeden na świecie Marka Selby’ego 6–4, przegrywając w połowie sesji 0–4. W turnieju Haining Open dotarł do swojego pierwszego półfinału zawodowego po pokonaniu Ryana Daya 4–2 z breakami 120 i 113. Następnie pokonał Jimmy’ego Robertsona wynikiem 4–3, ale w finale uległ Stuartowi Binghamowi 4–0. Dostał się z dziką kartą na International, ale przegrał 6–3 z Rodem Lawlerem w pierwszej rundzie. Finał w Azji pomógł Linesowi zająć piąte miejsce w rankingu Order of Merit i zadebiutować w wielkim finale, w którym w pierwszej rundzie przegrał z Matthew Seltem 4–1. Jego pierwszy sezon jako zawodowca zakończył się porażką 10–7 z Markiem Davisem w drugiej rundzie kwalifikacji do Mistrzostw Świata. Swój pierwszy sezon zakończył na 78. miejscu w światowym rankingu zawodowym.

#### 2015/2016
Lines podpisał kontrakt z Django Fungiem, który trenuje takich graczy jak Ronnie O'Sullivan i Judd Trump, i miał nadzieję, że pomoże mu to w rozwoju kariery .Dzięki zwycięstwu 4–2 nad Alim Carterem Lines dotarł do 1/8 finału Riga Open, lecz przegrał 4–0 z Liang Wenbo. Zakwalifikował się do International Championship pokonując Gary’ego Wilsona 6–3, a następnie po raz pierwszy w karierze wygrał mecz na imprezie rankingowej, eliminując Noppona Saengkhama 6–4 by następnie przegrać takim samym wynikiem z Davidem Gilbertem. Awansował do drugiej rundy UK Championship po zwycięstwie 6–2 nad Cao Yupengiem, ale następnie uległ numerowi jeden na świecie , Markowi Selby'emu, 6–0. Drugi występ w 1/16 finału zawodów European Tour przypadło na Gibraltar Open, gdzie  przegrał z Alfiem Burdenem, ale zajął 35. miejsce w klasyfikacji generalnej Order of Merit. Po raz pierwszy w sezonie znalazł się w czołowej 64-ce, zajmując 61. miejsce w światowym rankingu.

#### 2016/2017
Podczas Indian Open 2016 Lines po raz pierwszy dotarł do 1/16 finału turnieju rankingowego, pokonując Graeme’a Dotta 4–1 i Andrew Higginsona 4–2, ale przegrał 4–2 z Shaunem Murphym. Po pokonaniu Martina O'Donnella na UK Championship 2016, Lines znokautował numer trzy na świecie Judda Trumpa wynikiem 6–2 i stwierdził, że był to jego pierwszy dobry występ w transmitowanym w telewizji meczu. Po raz drugi w tym sezonie dotarł do 1/8 finału, pokonując Jimmy’ego Robertsona 6–0, jednak w meczu z Marco Fu nie zdołał zdobyć ani jednego frejma i przegrał 6–0. Po przegranej 4–0 w trzeciej rundzie Scottish Open, Lines przegrał pięć z sześciu meczów w pozostałej części sezonu.

#### 2024/2025
Podczas British Open w 2024 Lines dotarł do swojego pierwszego półfinału rankingowego, bijąc tym samym najlepszy wynik swojego ojca w turnieju rankingowym. Przegrał w nim 6–0 z Johnem Higginsem.

## Występy w turniejach w karierze
| Ranking                      | [ i ]         | [ ii ]        | 78            | 61            | 62            | [ iii ]       | 78            | [ iv ]        | 72            | 57            | 59            | [ iii ]       | 67            |               |               |               |               |               |               |               |               |               |               |               |               |               |               |               |               |
| Turnieje rankingowe          |               |               |               |               |               |               |               |               |               |               |               |               |               |               |               |               |               |               |               |               |               |               |               |               |               |               |               |               |               |
| Championship League          | nierankingowy | nierankingowy | nierankingowy | nierankingowy | nierankingowy | nierankingowy | nierankingowy | RR            | 2R            | RR            | RR            | RR            | RR            |               |               |               |               |               |               |               |               |               |               |               |               |               |               |               |               |
| Xi'an Grand Prix             | nie rozegrano | nie rozegrano | nie rozegrano | nie rozegrano | nie rozegrano | nie rozegrano | nie rozegrano | nie rozegrano | nie rozegrano | nie rozegrano | nie rozegrano | LQ            |               |               |               |               |               |               |               |               |               |               |               |               |               |               |               |               |               |
| Saudi Arabia Masters         | nie rozegrano | nie rozegrano | nie rozegrano | nie rozegrano | nie rozegrano | nie rozegrano | nie rozegrano | nie rozegrano | nie rozegrano | nie rozegrano | nie rozegrano | 2R            |               |               |               |               |               |               |               |               |               |               |               |               |               |               |               |               |               |
| English Open                 | nie rozegrano | nie rozegrano | nie rozegrano | 1R            | 1R            | 2R            | 1R            | 2R            | 1R            | 1R            | 3R            | 2R            |               |               |               |               |               |               |               |               |               |               |               |               |               |               |               |               |               |
| British Open                 | nie rozegrano | nie rozegrano | nie rozegrano | nie rozegrano | nie rozegrano | nie rozegrano | nie rozegrano | nie rozegrano | 3R            | LQ            | 2R            | SF            |               |               |               |               |               |               |               |               |               |               |               |               |               |               |               |               |               |
| Wuhan Open                   | nie rozegrano | nie rozegrano | nie rozegrano | nie rozegrano | nie rozegrano | nie rozegrano | nie rozegrano | nie rozegrano | nie rozegrano | nie rozegrano | 1R            | LQ            | LQ            |               |               |               |               |               |               |               |               |               |               |               |               |               |               |               |               |
| Northern Ireland Open        | nie rozegrano | nie rozegrano | nie rozegrano | 1R            | 2R            | 1R            | 1R            | 1R            | 2R            | LQ            | LQ            | 3R            |               |               |               |               |               |               |               |               |               |               |               |               |               |               |               |               |               |
| International Championship   | A             | 1R            | 2R            | 1R            | 2R            | LQ            | LQ            | nie rozegrano | nie rozegrano | nie rozegrano | 1R            | LQ            |               |               |               |               |               |               |               |               |               |               |               |               |               |               |               |               |               |
| UK Championship              | A             | 1R            | 2R            | 4R            | 2R            | 1R            | 1R            | 2R            | 1R            | LQ            | LQ            | LQ            |               |               |               |               |               |               |               |               |               |               |               |               |               |               |               |               |               |
| Shoot Out                    | Non-Ranking   | Non-Ranking   | Non-Ranking   | 1R            | 1R            | 3R            | 1R            | 1R            | 4R            | 1R            | 4R            | 1R            |               |               |               |               |               |               |               |               |               |               |               |               |               |               |               |               |               |
| Scottish Open                | nie rozegrano | nie rozegrano | nie rozegrano | 3R            | 1R            | 1R            | 1R            | 1R            | 1R            | LQ            | 1R            | LQ            |               |               |               |               |               |               |               |               |               |               |               |               |               |               |               |               |               |
| German Masters               | A             | LQ            | LQ            | LQ            | LQ            | LQ            | LQ            | LQ            | LQ            | LQ            | LQ            | LQ            |               |               |               |               |               |               |               |               |               |               |               |               |               |               |               |               |               |
| Welsh Open                   | A             | 1R            | 1R            | 1R            | 2R            | 2R            | 1R            | 2R            | LQ            | LQ            | 1R            | LQ            |               |               |               |               |               |               |               |               |               |               |               |               |               |               |               |               |               |
| World Open                   | A             | nie rozegrano | nie rozegrano | 1R            | 1R            | LQ            | LQ            | nie rozegrano | nie rozegrano | nie rozegrano | LQ            |               |               |               |               |               |               |               |               |               |               |               |               |               |               |               |               |               |               |
| World Grand Prix             | NH            | NR            | DNQ           | DNQ           | DNQ           | DNQ           | DNQ           | DNQ           | DNQ           | DNQ           | DNQ           |               |               |               |               |               |               |               |               |               |               |               |               |               |               |               |               |               |               |
| Players Championship         | DNQ           | 1R            | DNQ           | DNQ           | DNQ           | DNQ           | DNQ           | DNQ           | DNQ           | DNQ           | DNQ           |               |               |               |               |               |               |               |               |               |               |               |               |               |               |               |               |               |               |
| Tour Championship            | nie rozegrano | nie rozegrano | nie rozegrano | nie rozegrano | nie rozegrano | DNQ           | DNQ           | DNQ           | DNQ           | DNQ           | DNQ           | DNQ           |               |               |               |               |               |               |               |               |               |               |               |               |               |               |               |               |               |
| World Championship           | A             | LQ            | LQ            | LQ            | LQ            | LQ            | LQ            | LQ            | LQ            | LQ            | LQ            |               |               |               |               |               |               |               |               |               |               |               |               |               |               |               |               |               |               |
| Dawne turnieje rankingowe    |               |               |               |               |               |               |               |               |               |               |               |               |               |               |               |               |               |               |               |               |               |               |               |               |               |               |               |               |               |
| Wuxi Classic                 | A             | 1R            | nie rozegrano | nie rozegrano | nie rozegrano | nie rozegrano | nie rozegrano | nie rozegrano | nie rozegrano | nie rozegrano | nie rozegrano | nie rozegrano | nie rozegrano | nie rozegrano | nie rozegrano | nie rozegrano | nie rozegrano | nie rozegrano | nie rozegrano | nie rozegrano | nie rozegrano | nie rozegrano |               |               |               |               |               |               |               |
| Australian Goldfields Open   | LQ            | LQ            | LQ            | nie rozegrano | nie rozegrano | nie rozegrano | nie rozegrano | nie rozegrano | nie rozegrano | nie rozegrano | nie rozegrano | nie rozegrano | nie rozegrano | nie rozegrano | nie rozegrano | nie rozegrano | nie rozegrano | nie rozegrano | nie rozegrano | nie rozegrano | nie rozegrano | nie rozegrano | nie rozegrano |               |               |               |               |               |               |
| Shanghai Masters             | A             | LQ            | LQ            | LQ            | LQ            | Non-Ranking   | Non-Ranking   | nie rozegrano | nie rozegrano | nie rozegrano | Non-Ranking   | Non-Ranking   |               |               |               |               |               |               |               |               |               |               |               |               |               |               |               |               |               |
| Paul Hunter Classic          | Minor-Ranking | Minor-Ranking | Minor-Ranking | 1R            | 1R            | 1R            | NR            | nie rozegrano | nie rozegrano | nie rozegrano | nie rozegrano | nie rozegrano | nie rozegrano | nie rozegrano | nie rozegrano | nie rozegrano | nie rozegrano | nie rozegrano | nie rozegrano | nie rozegrano | nie rozegrano | nie rozegrano | nie rozegrano | nie rozegrano | nie rozegrano | nie rozegrano | nie rozegrano |               |               |
| Indian Open                  | A             | LQ            | NH            | 3R            | LQ            | 3R            | nie rozegrano | nie rozegrano | nie rozegrano | nie rozegrano | nie rozegrano | nie rozegrano | nie rozegrano | nie rozegrano | nie rozegrano | nie rozegrano | nie rozegrano | nie rozegrano | nie rozegrano | nie rozegrano | nie rozegrano | nie rozegrano | nie rozegrano | nie rozegrano | nie rozegrano | nie rozegrano |               |               |               |
| China Open                   | A             | LQ            | LQ            | LQ            | LQ            | 1R            | nie rozegrano | nie rozegrano | nie rozegrano | nie rozegrano | nie rozegrano | nie rozegrano | nie rozegrano | nie rozegrano | nie rozegrano | nie rozegrano | nie rozegrano | nie rozegrano | nie rozegrano | nie rozegrano | nie rozegrano | nie rozegrano | nie rozegrano | nie rozegrano | nie rozegrano | nie rozegrano |               |               |               |
| Riga Masters                 | NH            | Minor-Rank    | Minor-Rank    | LQ            | 2R            | 2R            | 1R            | nie rozegrano | nie rozegrano | nie rozegrano | nie rozegrano | nie rozegrano | nie rozegrano | nie rozegrano | nie rozegrano | nie rozegrano | nie rozegrano | nie rozegrano | nie rozegrano | nie rozegrano | nie rozegrano | nie rozegrano | nie rozegrano | nie rozegrano | nie rozegrano | nie rozegrano | nie rozegrano |               |               |
| China Championship           | nie rozegrano | nie rozegrano | nie rozegrano | NR            | 1R            | LQ            | LQ            | nie rozegrano | nie rozegrano | nie rozegrano | nie rozegrano | nie rozegrano | nie rozegrano | nie rozegrano | nie rozegrano | nie rozegrano | nie rozegrano | nie rozegrano | nie rozegrano | nie rozegrano | nie rozegrano | nie rozegrano | nie rozegrano | nie rozegrano | nie rozegrano | nie rozegrano | nie rozegrano |               |               |
| WST Pro Series               | nie rozegrano | nie rozegrano | nie rozegrano | nie rozegrano | nie rozegrano | nie rozegrano | nie rozegrano | 2R            | nie rozegrano | nie rozegrano | nie rozegrano | nie rozegrano | nie rozegrano | nie rozegrano | nie rozegrano | nie rozegrano | nie rozegrano | nie rozegrano | nie rozegrano | nie rozegrano | nie rozegrano | nie rozegrano | nie rozegrano | nie rozegrano | nie rozegrano | nie rozegrano | nie rozegrano | nie rozegrano |               |
| Turkish Masters              | nie rozegrano | nie rozegrano | nie rozegrano | nie rozegrano | nie rozegrano | nie rozegrano | nie rozegrano | nie rozegrano | QF            | nie rozegrano | nie rozegrano | nie rozegrano | nie rozegrano | nie rozegrano | nie rozegrano | nie rozegrano | nie rozegrano | nie rozegrano | nie rozegrano | nie rozegrano | nie rozegrano | nie rozegrano | nie rozegrano | nie rozegrano | nie rozegrano | nie rozegrano | nie rozegrano | nie rozegrano | nie rozegrano |
| Gibraltar Open               | nie rozegrano | nie rozegrano | MR            | 1R            | 3R            | 1R            | 3R            | 2R            | 2R            | nie rozegrano | nie rozegrano | nie rozegrano | nie rozegrano | nie rozegrano | nie rozegrano | nie rozegrano | nie rozegrano | nie rozegrano | nie rozegrano | nie rozegrano | nie rozegrano | nie rozegrano | nie rozegrano | nie rozegrano | nie rozegrano | nie rozegrano | nie rozegrano | nie rozegrano | nie rozegrano |
| WST Classic                  | nie rozegrano | nie rozegrano | nie rozegrano | nie rozegrano | nie rozegrano | nie rozegrano | nie rozegrano | nie rozegrano | nie rozegrano | QF            | nie rozegrano | nie rozegrano |               |               |               |               |               |               |               |               |               |               |               |               |               |               |               |               |               |
| European Masters             | nie rozegrano | nie rozegrano | nie rozegrano | LQ            | 1R            | 1R            | LQ            | 1R            | LQ            | 1R            | LQ            | NH            |               |               |               |               |               |               |               |               |               |               |               |               |               |               |               |               |               |
| Dawne turnieje nierankingowe |               |               |               |               |               |               |               |               |               |               |               |               |               |               |               |               |               |               |               |               |               |               |               |               |               |               |               |               |               |
| Six-red World Championship   | A             | A             | A             | A             | A             | A             | A             | nie rozegrano | nie rozegrano | LQ            | nie rozegrano | nie rozegrano |               |               |               |               |               |               |               |               |               |               |               |               |               |               |               |               |               |

| Legenda tabeli wyników              | Legenda tabeli wyników       | Legenda tabeli wyników                     | Legenda tabeli wyników                                                              | Legenda tabeli wyników                     | Legenda tabeli wyników                     |
| ----------------------------------- | ---------------------------- | ------------------------------------------ | ----------------------------------------------------------------------------------- | ------------------------------------------ | ------------------------------------------ |
| LQ                                  | odpadnięcie w kwalifikacjach | #R                                         | odpadnięcie we wczesnej fazie turnieju (WR = runda dzikich kart, RR = faza grupowa) | QF                                         | przegrana w ćwierćfinale                   |
| SF                                  | przegrana w półfinale        | F                                          | przegrana w finale                                                                  | W                                          | zwycięstwo                                 |
| DNQ                                 | nie zakwalifikował/a się     | A                                          | nie brał/a udziału                                                                  | WD                                         | zrezygnował/a w trakcie turnieju           |
| Legenda oznaczeń w tabelach wyników |                              |                                            |                                                                                     |                                            |                                            |
| NH / Nie roz.                       | NH / Nie roz.                | Turniej nie odbył się.                     | Turniej nie odbył się.                                                              | Turniej nie odbył się.                     | Turniej nie odbył się.                     |
| NR / Nie-rank.                      | NR / Nie-rank.               | Turniej nie był zaliczany jako rankingowy. | Turniej nie był zaliczany jako rankingowy.                                          | Turniej nie był zaliczany jako rankingowy. | Turniej nie był zaliczany jako rankingowy. |
| R / Rank.                           | R / Rank.                    | Turniej był zaliczany jako rankingowy.     | Turniej był zaliczany jako rankingowy.                                              | Turniej był zaliczany jako rankingowy.     | Turniej był zaliczany jako rankingowy.     |
| MR / Minor-Rank.                    | MR / Minor-Rank.             | Turniej był zaliczany jako minor ranking.  | Turniej był zaliczany jako minor ranking.                                           | Turniej był zaliczany jako minor ranking.  | Turniej był zaliczany jako minor ranking.  |

1. ↑  Był amatorem.
2. ↑  Nowi gracze w Tourze nie mają rankingu.
3. 1 2  Gracze, którzy zakwalifikowali się z jednorocznego rankingu zaczynają sezon bez punktów rankingowych.
4. ↑  Gracze, którzy zakwalifikowali się z Q School zaczynają sezon bez punktów rankingowych.

## Finały w karierze

### Finały rankingowe: 1 (0-1)
| Rezultat  | Rok  | Turniej      | Przeciwnik     | Wynik |
| --------- | ---- | ------------ | -------------- | ----- |
| Finalista | 2014 | Haining Open | Stuart Bingham | 0–4   |

### Finały amatorskie: 1 (1-0)
| Rezultat  | Rok  | Turniej                 | Przeciwnik   | Wynik |
| --------- | ---- | ----------------------- | ------------ | ----- |
| Zwycięzca | 2014 | Mistrzostwa Europy U-21 | Josh Boileau | 6–1   |